# Kate Marsden
Kate Marsden (ur. 13 maja 1859 w Edmonton, zm. 26 marca 1931 w Hillingdon) – brytyjska pielęgniarka, podróżniczka i misjonarka, oddana idei pomocy osobom chorym na trąd. Przyczyniła się do powstania szpitala dla trędowatych na Syberii i założenia istniejących do dzisiaj Saint Francis Leprosy Guild, organizacji charytatywnej, i muzeum w Bexhill-on-Sea. Autorka wielokrotnie wznawianej opowieści o podróży przez Imperium Rosyjskie On Sledge and Horseback to Outcast Siberian Lepers. Jej działania, profesjonalne i prywatne, nie były jednoznacznie pozytywnie oceniane przez współczesnych.
Formalne wykształcenie zawodowe zdobyła w szpitalu prowadzonym przez diakonisy. Na początku kariery pielęgniarskiej pracowała jako sanitariuszka na frontach wojny rosyjsko-tureckiej w Bułgarii, za co Rosyjski Czerwony Krzyż przyznał jej odznaczenie. W latach 1890–1892 odbyła w skrajnie niebezpiecznych warunkach klimatycznych i terenowych podróż długości ponad 20 tys. km od Moskwy przez Syberię do Jakucka, aby poznać osobiście warunki, w jakich bytują tam ludzie chorzy na trąd. Dzięki jej wysiłkom – propagowaniu idei pomocy trędowatym u dworów brytyjskiego i rosyjskiego przy równoczesnej zbiórce środków finansowych – w 1897 utworzono w Wilujsku w Jakucji wzorcowe leprozorium. O trudach i misji wyprawy na Syberię napisała w On Sledge and Horseback to Outcast Siberian Lepers (1893). Królewskie Towarzystwo Geograficzne w Londynie uhonorowało ją członkostwem w 1892, od królowej Wiktorii otrzymała złotą broszkę w kształcie anioła. Mimo tych wyrazów najwyższego uznania jej osoba budziła liczne kontrowersje, z których najpoważniejsze w konsekwencjach były oskarżenia co do prawdomówności, intencji działań i rzetelności finansowej wobec osób prywatnych i instytucji. Pomimo opublikowania w On Sledge and Horseback treści dokumentów i fotografii mających uwiarygodnić jej relację, kwestionowano sprawozdawczą wartość książki, a nawet zasadność misji, którą opisywała. Wobec międzynarodowych ataków prasowych, w Nowej Zelandii, USA i Wielkiej Brytanii, niektóre instytucje wycofały się ze wspierania działalności Kate Marsden, a nawet podtrzymywania pamięci o jej zasługach. Aby dać odpór tym niekończącym się oskarżeniom opublikowała w 1921 broszurę My Mission to Siberia: A Vindication. Przez całe dorosłe życie, oficjalne i prywatne, trwała w różnego rodzaju powiązaniach z kobietami, nie zaprzeczając swemu lesbijskiemu homoseksualizmowi. Dorothy Middleton w biografii Marsden napisała o niej, że „przywodzi na myśl obraz – wcale nie przesadzony – złożony z portretów Florence Nightingale, Davida Livingstona i Alberta Schweitzera”, obraz osoby o wielkiej charyzmie i uroku osobistym, ale i wieloznacznie ocenianej przez współczesnych. Tak rozpowszechnione i niecichnące były głosy, które ją dyskredytowały, że nie odzyskawszy dobrego imienia zmarła w biedzie i zapomnieniu. W Jakucji wspominana jest z wdzięcznością i w 2019 w ułusie wilujskim, gdzie założyła szpital dla trędowatych, uroczyście obchodzono 160. rocznicę jej urodzin.

## Życiorys

### Wczesne lata
Kate Marsden urodziła się 13 maja 1859 w Edmonton, miejscowości na przedmieściach Londynu, jako najmłodsza z ośmiorga rodzeństwa. Kate to pełne brzmienie jej imienia Ojciec, Joseph Daniel Marsden (zm. 4 sierpnia 1873), wzięty prawnik z własną kancelarią, mógł zapewnić rodzinie dobre warunki życia. Matka, Sophie Matilda Wellsted, w innych źródłach Willsted, (zm. 25 marca 1891), kierowała życiem rodzinnym i wychowaniem dzieci według ścisłych zasad wiktoriańskiej moralności. Kate nie we wszystkim im się podporządkowywała, wykazując większą ochotę do zabaw w ogrodzie i zainteresowanie przyrodą; jednocześnie ujawniała opiekuńczość wobec zwierząt, a przede wszystkim chorowitego rodzeństwa (wielu członków rodziny cierpiało na gruźlicę, na którą zmarło sześcioro z jej rodzeństwa). Ze śmiercią ojca w 1873 materialne położenie rodziny radykalnie się pogorszyło.
W poszukiwaniu zawodu odpowiadającego jej charakterowi i zgodnego ze społeczną akceptacją Kate Marsden podjęła w 1877 szkolenie jako pielęgniarka w szpitalu w Tottenhamie (obecnie The Prince of Wales‘s General Hospital). Był on prowadzony przez protestancko-ewangelickie zgromadzenie diakonis – będących przede wszystkim misjonarkami, a pielęgniarkami i pracownicami społecznymi w drugiej kolejności – ale mało prawdopodobne jest, by Kate Marsden została diakonisą. Praktyczna nauka opieki medycznej stała na równi z praktykami religijnymi: „Śpiewanie hymnów i studiowanie Pisma Świętego należało do codzienności szpitalnych oddziałów, a pacjentów odsuwano od rozmyślań o chorobie poprzez czytanie Biblii i celebrowanie nabożeństw ogłaszanych od hoc”. Kate osiągnęła w nauce tak dobre wyniki, że w 1877, po ośmiu miesiącach szkolenia i będąc nadal praktykantką, została wysłana jako ochotniczka z grupą pielęgniarek do Bułgarii, by nieść opiekę pielęgniarską rosyjskim żołnierzom rannym podczas wojny rosyjsko-tureckiej. Niewiele zachowało się dokumentów historycznych w okresu czterech miesięcy jej służby w lazaretach i na polach bitewnych. W Bułgarii po raz pierwszy zetknęła się bezpośrednio z chorymi na trąd. Po powrocie do Anglii w listopadzie 1877 i zakończeniu nauki w szpitalu w Tottenhamie pracowała jako pielęgniarka w londyńskim Westminster Hospital, a następnie przez cztery i pół roku w Woolton Convalescent Home, domu opieki w Liverpoolu. Została tam siostrą przełożoną (Sister-in-Charge), ale w 1882 musiała zrezygnować z pracy ze względu na zły stan zdrowia. Stany załamania zdrowia fizycznego i psychicznego trapiły ją przez kolejne dekady.

### Pobyt w Nowej Zelandii (styczeń 1885-czerwiec 1889)

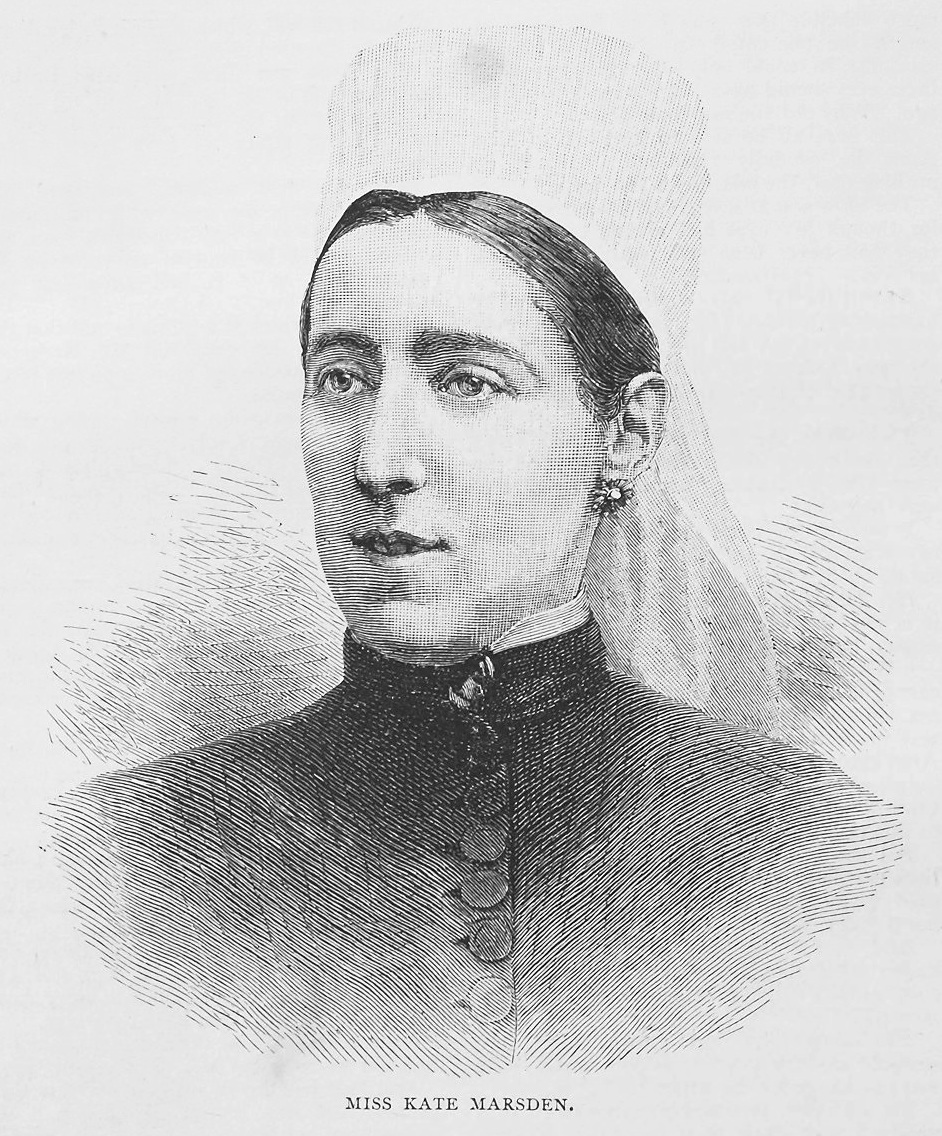
Portret wykonany w 1890

W listopadzie 1884 wyjechała z matką do Nowej Zelandii w odwiedziny do leczonej tam od trzech lat na gruźlicę siostry Annie Jane. Przybyły do Auckland na początku stycznia 1885, Annie zmarła w kilka dni później. Podjęła pracę na stanowisku przełożonej pielęgniarek (Lady Superintendent) w szpitalu w Wellington w kwietniu 1885. Szybko zintegrowała się z tamtejszą społecznością wyższych klas, wygłaszała prelekcje na temat udzielania pierwszej pomocy, wchodziła w skład różnych organizacji i miała wkład w powstanie w Wellington jednostki pogotowia ratunkowego St John's Ambulance, służby sanitarnej w krajach Wspólnoty Brytyjskiej. Tę dobrą passę przerwał konflikt między lekarzem naczelnym szpitala a zespołem pielęgniarskim i wypadek (prawdopodobnie upadek), któremu uległa 19 września 1885. Henry Johnson w biografii Kate Marsden nie mówi niczego dokładniejszego, poza tym, że wielomiesięczna niedyspozycja zachwiała jej zdrowiem psychicznym. Sama Kate Marsden tak o tym okresie napisała: „okres kiedy poczyniłam wiele kroków wstecz i odwróciłam się od Chrystusa – wspomnienie [o czym] wciąż przejmuje mnie najgłębszym żalem”. Do końca grudnia otrzymywała pensję i rekompensatę, a także odszkodowanie z tytułu ubezpieczenia wykupionego przez nią na kilka dni przed wypadkiem. Powróciwszy częściowo do zdrowia przeniosła się z matką do Nelson i kontynuowała wygłaszanie prelekcji, w maju 1886 ponownie wybrano ją na roczną kadencję sekretarza Ladies' Committee przy St John's Ambulance. Początek 1889 to czas zainteresowania możliwościami niesienia pomocy górnikom w kopalniach złota w okolicach Nelson i zachorowaniami na trąd wśród Maorysów, oraz dalszych prelekcji. Opuściła z matką Nową Zelandię pod koniec czerwca 1889 i powróciła do Anglii. W miesiąc później prasa nowozelandzka sceptycznie oceniła końcową działalność Kate Marsden: przy kopalniach są ośrodki medyczne, a wśród Maorysów nie odnotowano przypadków lepry, choć zasięg zarzutów obu stron pozostaje niewyjaśniony. Niemniej jednak jej profesjonalna uwaga skierowana została na szukanie wsparcia medycznego (lekarstwa, szczepionki itp.) i organizowanie pomocy dla chorych na trąd. 

### Pobyty w Rosji i na Syberii

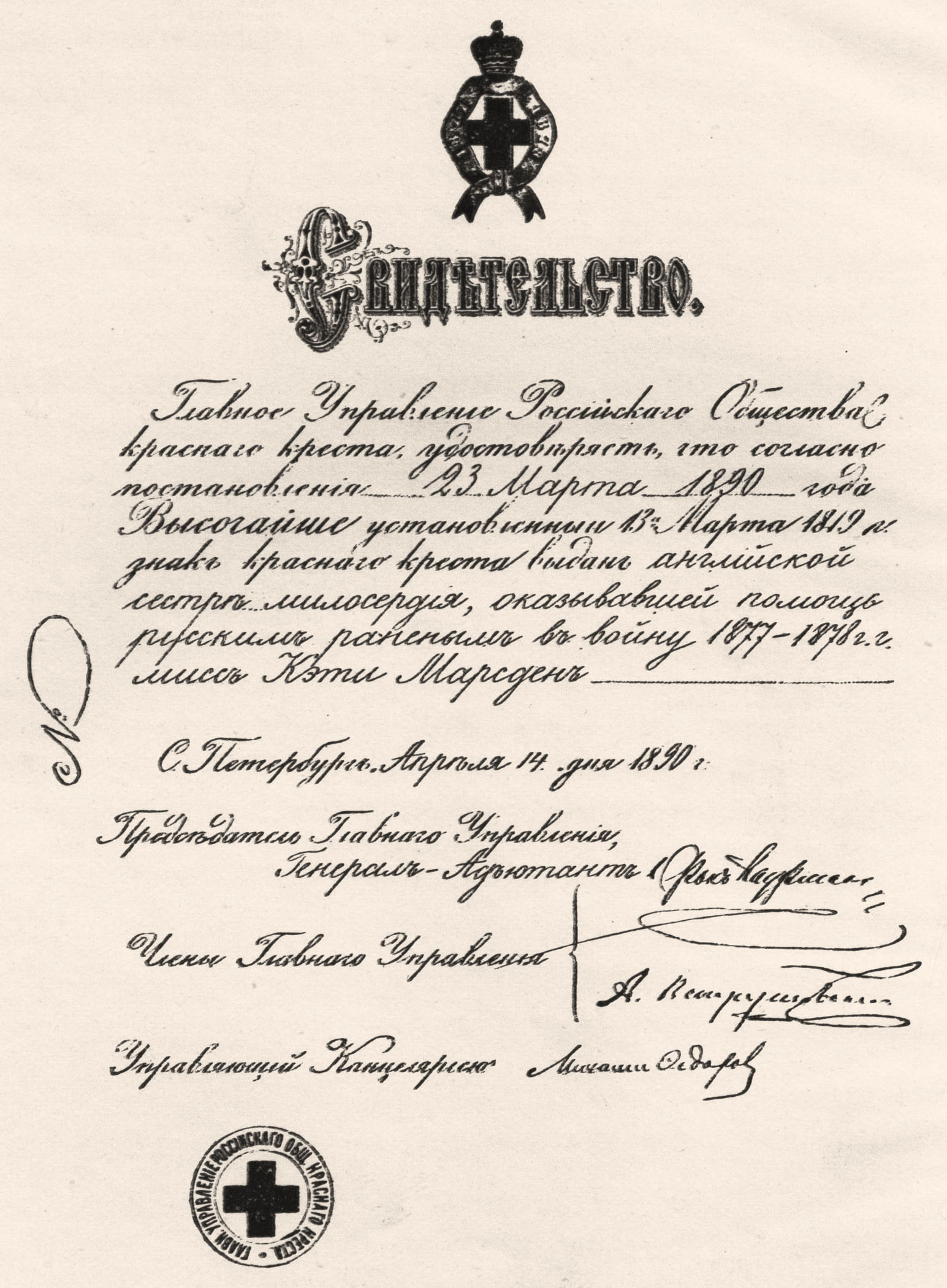
Dyplom przyznający jej odznakę Rosyjskiego Czerwonego Krzyża

#### Przygotowania
W poszukiwaniu poparcia dla tak powstałej kampanii na rzecz trędowatych poprosiła o audiencję na dworze brytyjskim. 5 marca 1890 została przedstawiona u dworu królowej Wiktorii, a w trzy dni później przyjęta przez księżną Walii, Aleksandrę Duńską, która wręczyła jej list polecający do swojej siostry – carycy Marii Fiodorownej Romanowej. W tym czasie bowiem Kate Marsden otrzymała zaproszenie do Petersburga, aby przyjąć od Rosyjskiego Czerwonego Krzyża dyplom uznania za jej pełną poświęcenia opiekę nad rosyjskimi żołnierzami w czasie wojny na Bałkanach w 1877. (Choć Kate Marsden określiła siebie w swoim tekście autobiograficznym jako medallist, tj. osobę nagrodzoną medalem, to wg przedstawionych dokumentów nie chodziło o order przyznawany kobietom przez Imperium Rosyjskie, ale o dyplom uznania.) Rosyjska cesarzowa podczas audiencji w połowie kwietnia 1890 przyznała, że znane jej są pogłoski o istnieniu w Jakucji zioła leczącego z trądu i poparła wysuniętą przez Kate Marsden ideę zbadania położenia trędowatych w tym odległym rejonie Imperium Rosyjskim. W tym celu sporządzono pismo zobowiązujące carskich urzędników do udzielania Marsden wszelkiej pomocy podczas podróży przez Rosję. Tak umocniona w swoich zamierzeniach wróciła do Londynu, by podjąć praktyczne przygotowania do podróży. Prawdopodobnie w pierwszej połowie 1890 złożyła w Paryżu wizytę Luisowi Pasteurowi, w którym pokładano nadzieje na opracowanie szczepionki przeciw leprze, ale która to wizyta wg osoby towarzyszącej Kate Marsden była ze względu na jego stan zdrowia bardzo krótka.

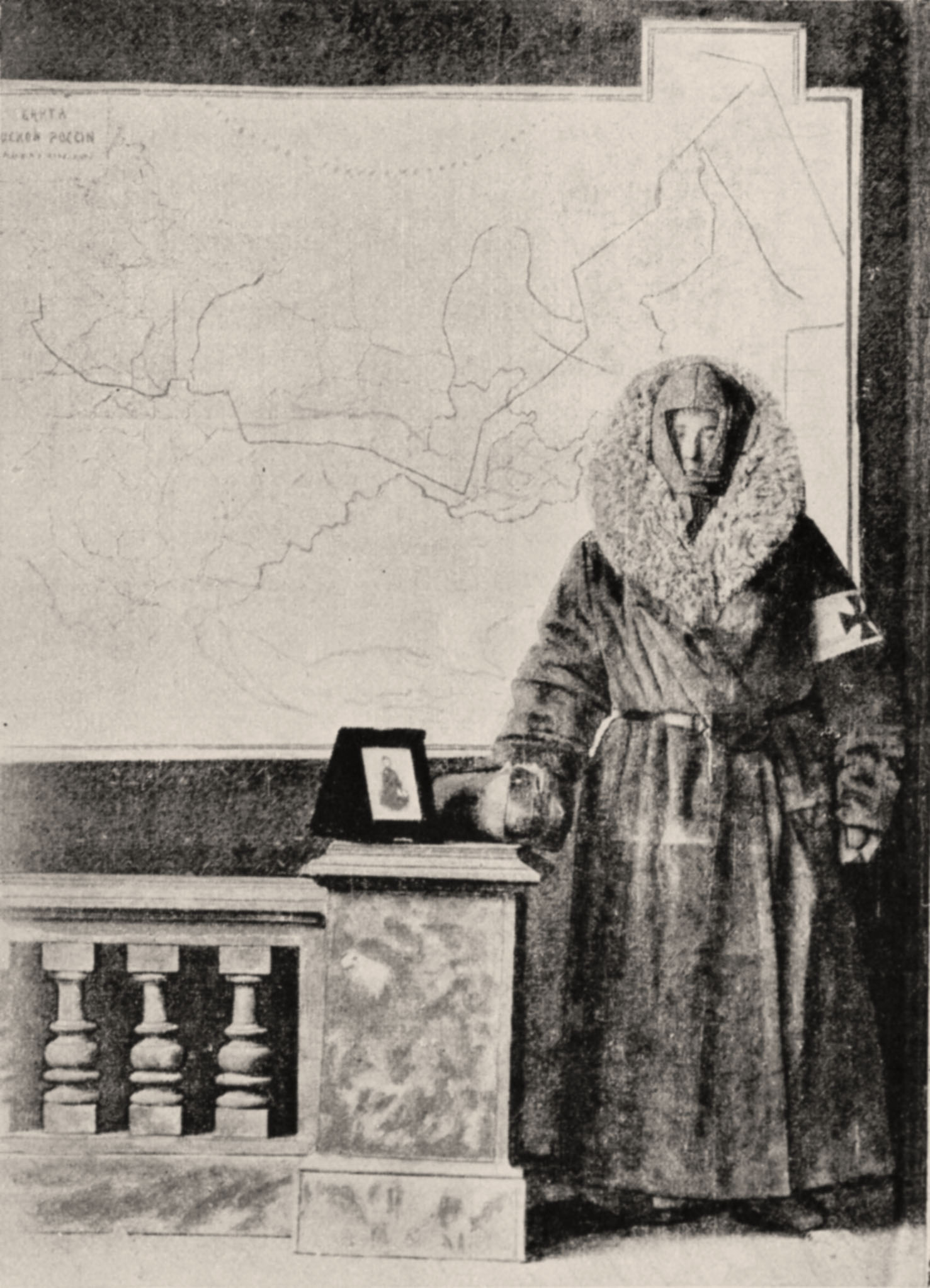
W stroju na zimową przeprawę saniami przez Syberię, w tle mapa planowanej podróży

Ponownie wyruszyła do Rosji we wrześniu 1890, podróżując od południa. Przybyła najpierw na Bliski Wschód, aby w Aleksandrii, Jerozolimie i Konstantynopolu zapoznać się z warunkami opieki oferowanej tam chorym na trąd. Przez Morze Czarne dotarła do Gruzji i Tbilisi, gdzie opowiedziano jej o ciężkim losie trędowatych na Syberii, szczególnie w Jakucji, wypędzanych z domostw i pozbawianych wszelkiej opieki. Parokrotnie w trakcie tej podróży opowiadano jej, że we wschodniej Syberii rośnie zioło, mające rzekomo wspomagać leczenie lepry. Dotarła do Moskwy w listopadzie 1890, zupełnie nieprzygotowana, jak sama przyznała, na rosyjską zimę. Sporo starań i konsultacji kosztowało ją skompletowanie stroju, który gwarantowałby osłonę przed syberyjską zimą. Jego szczegółowemu opisowi wiele miejsca poświęciła i ona sama w swojej książce, i jej biografowie.

#### Podróż na Syberię (luty 1891-grudzień 1891)

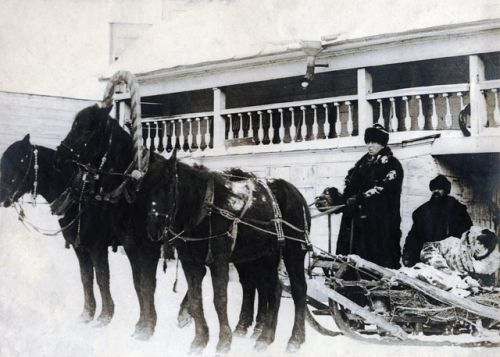
Na saniach na Syberii

Trzy miesiące spędziła w Moskwie, z dwoma wyjazdami do Petersburga, aby przygotować wyjazd na Syberię, którego celem miały być zarówno odwiedziny o charakterze ewangelizacyjnym i charytatywnym miejsc zamieszkałych przez trędowatych oraz więzień, jak i zdobycie wiadomości o zielu leczącym z trądu. W towarzystwie przyjaciółki, misjonarki Ady Field, mówiącej po rosyjsku, wyruszyła 1 lutego 1891 z Moskwy pociągiem do Złatoustu, leżącego u wschodniego podnóża Uralu, 1600 km na wschód od Moskwy. Dalszą drogę musiały odbywać na saniach, co według jej opisów było tak skrajnie uciążliwe i niebezpieczne, że zdołały znieść tę podróżniczą katorgę jedynie dzięki samozaparciu i poczuciu humoru. Tak temu Kate Marsden dała wyraz: „W każdej chwili oczekiwałyśmy kolejnej katastrofy, nie wiedząc czy śmiać się czy płakać. Wybierając to pierwsze, wesoło czekałyśmy, co się stanie”. Ostatnim w miarę cywilizowanym miastem był Jekaterynburg. Przeprawa od Złatoustu przez Irbit i Tiumeń do Omska odbywała się wśród najsroższych mrozów, kiedy groziły im nie tylko wypadki, choroby i niedożywienie, ale i wilki. Nocowano w prymitywnych stacjach pocztowych, zatłoczonych i brudnych. W miejscowościach, w których się zatrzymywały, pismo cesarskie ułatwiało kontakty z lokalną władzą. Odwiedzały więzienia, obdarowując więźniów paczuszkami herbaty i cukru oraz egzemplarzami Ewangelii; podobnie wspomagały napotykane po drodze kolumny zesłańców. W Tiumeniu gościły u angielskiego małżeństwa prowadzącego tam Brytyjskie I Zagraniczne Towarzystwo Biblijne. W Omsku Ada Field zapadła na zdrowiu i lekarz zabronił jej kontynuowania podróży. Kate Marsden ruszyła dalej bez niej do Tomska, wyznaczającego mniej więcej połowę planowanej trasy.

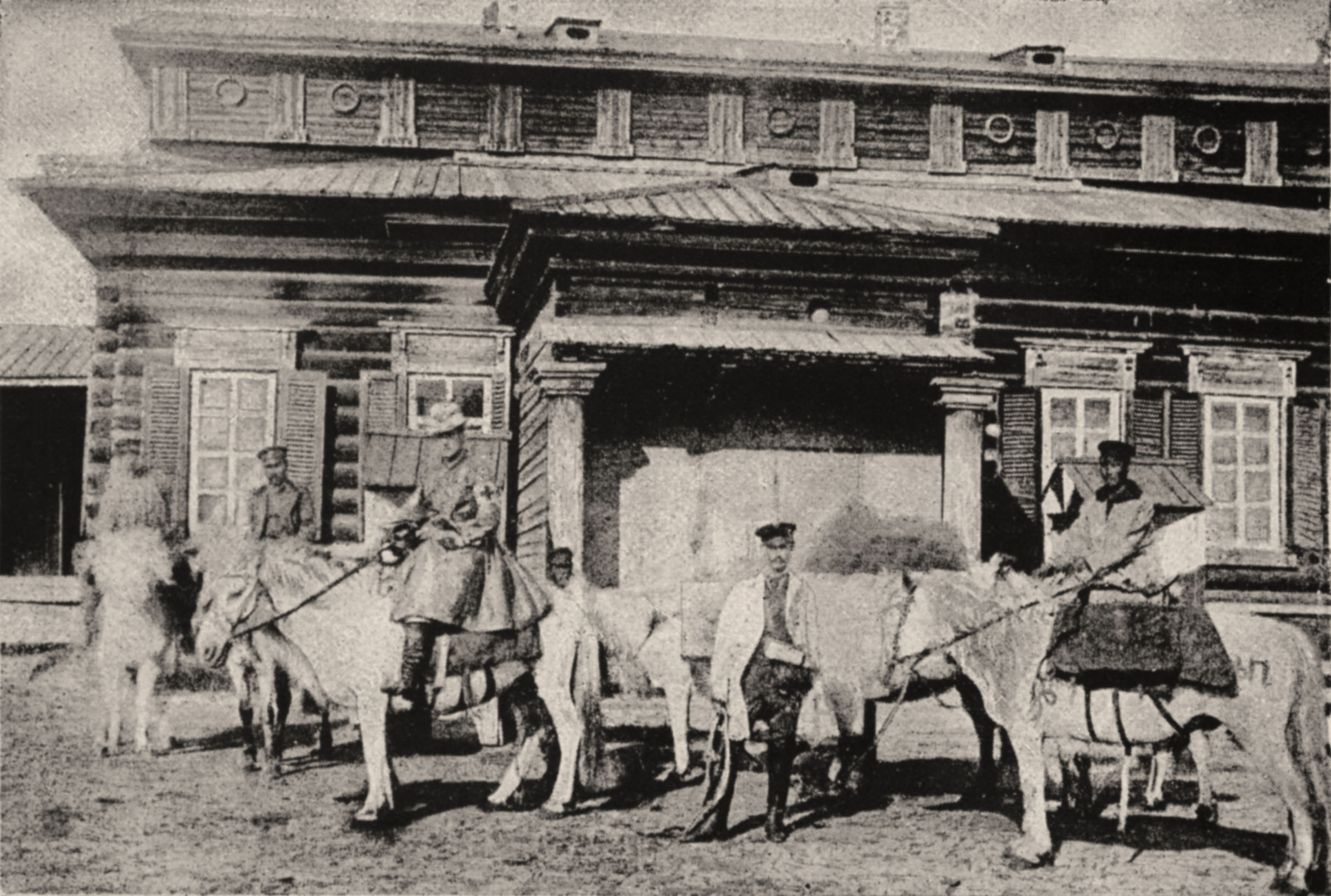
Na koniu, wyjeżdżając z Jakucka

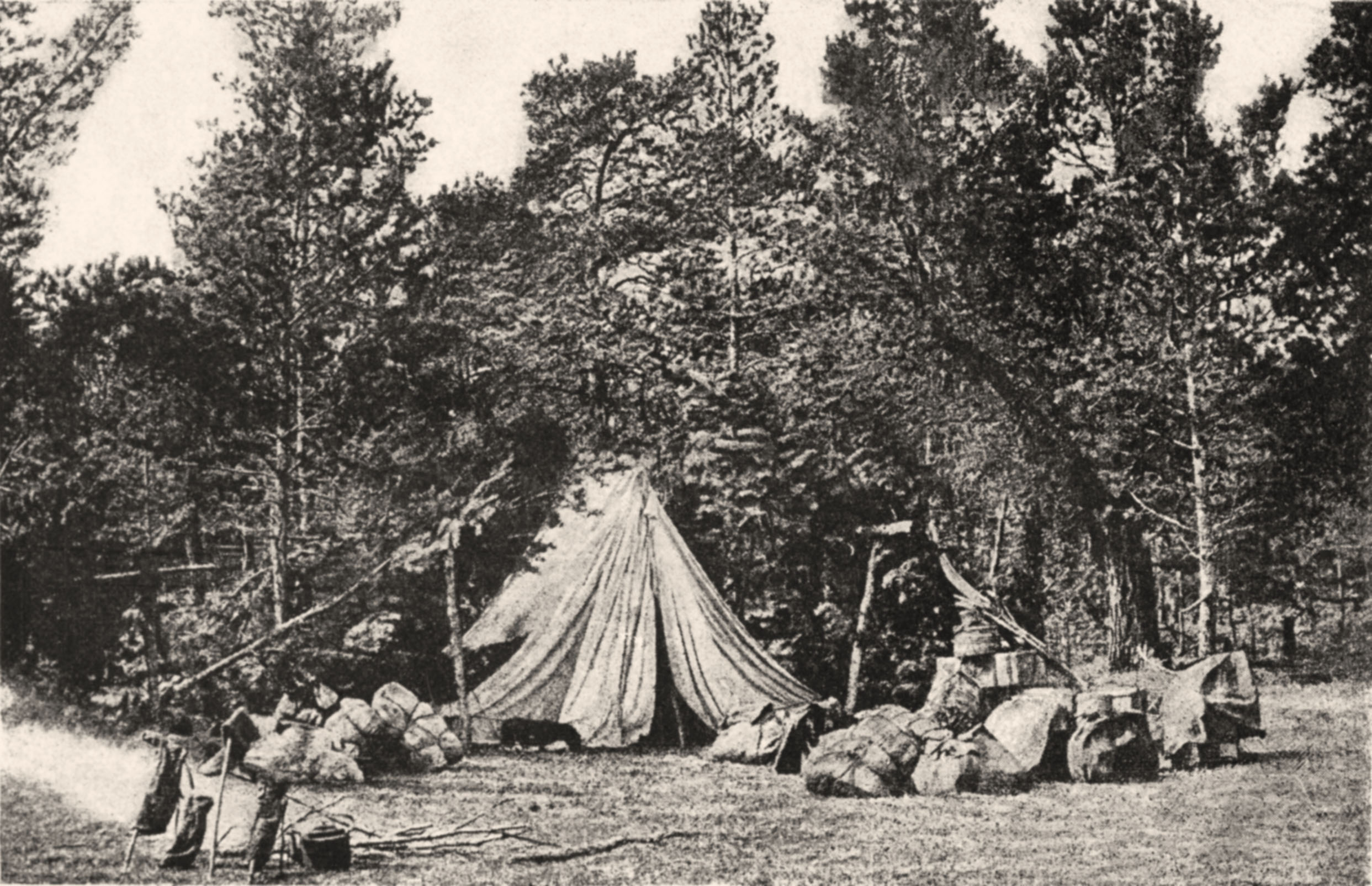
W obozowisku w jakuckim lesie po drodze osiedli trędowatych

Od Tomska i Krasnojarska zaczęły towarzyszyć jej wiosenne roztopy i przesiadła się na ciągniony przez konie tarantas. Wyjątkowo niebezpieczne, obok niedźwiedzi, były przeprawy przez wezbrane rzeki, jak Jenisej. Za Irkuckiem, dokąd dotarła na początku maja 1891, czekał ją trzytygodniowy spływ Leną do Jakucka. Jeszcze w Irkucku zdołała pozyskać przychylne zainteresowanie dla swojej sprawy zarówno u arcybiskupów Irkucka i Kireńska, jak i gubernatora irkuckiego, którzy wspólnie z nią utworzyli komitet mający wspierać jej wysiłki I kontynuować wykonanie jej zaleceń. Zaopatrzona w listy polecające do biskupa Jakucka i Wilujska mogła ze zgromadzonymi w międzyczasie zapasami ruszyć ku ostatecznemu celowi swej wyprawy. Pod koniec czerwca wyprawiła się z eskortą i przewodnikami konno (praktycznie po raz pierwszy dosiadła konia) do Wilujska, gdzie nawiązała kontakt z miejscowym lekarzem, od jakiegoś czasu roztaczającym opiekę nad trędowatymi. Stamtąd pokonała kolejne 1500 km w skrajnie wyczerpujących warunkach podróżowania, przenosząc się od osiedla do osiedla trędowatych w tajdze, by w końcu wyczerpana fizycznie powrócić do Jakucka. Jej celem było zebranie wiadomości na temat tych osiedli (bezpośrednio niewiele mogła uczynić dla żyjących tam co najmniej 80 trędowatych) oraz przygotowanie planów budowy w tym rejonie stacji udzielającej im należnej opieki medycznej. O zielu leczącym trąd w tamtym rejonie nie słyszano. Pod koniec lata ruszyła w drogę powrotną na zachód, równie trudną i niebezpieczną jak podróżowanie do Jakucji. Z oczekującą jej w Tiumeniu Adą Field przybyły w grudniu 1891 do Moskwy. Podczas ponad czterech miesięcy spędzonych między Moskwą a Petersburgiem nawiązywała kontakty z miejscowymi politykami i hierarchami, wygłaszała pogadanki propagujące powstanie wzorcowego ośrodka dla trędowatych i gromadziła na ten cel dalsze środki finansowe. Równolegle ukazały się po rosyjsku broszury na temat jej misji jakuckiej. Dzięki zgromadzonym datkom i ze wsparciem cesarzowej (do której ponownie zwróciła się podczas osobistej audiencji), doprowadziła do powstania konkretnych planów zbudowania wzorcowego leprozorium. Wiosną 1892 powróciła do Wielkiej Brytanii. 

#### Pokłosie syberyjskiej wyprawy

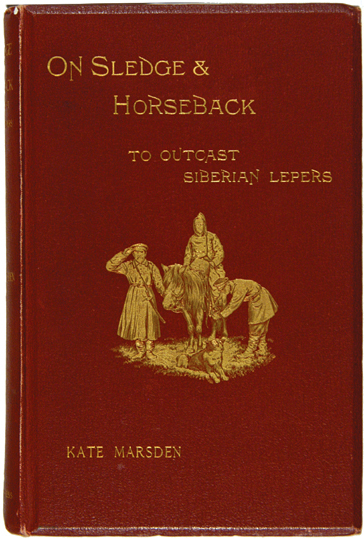
Okładka pierwszego wydania relacji z wyprawy syberyjskiej

Wezwana do Balmoral w październiku 1892 otrzymała od królowej Wiktorii złotą broszkę w kształcie anioła. W niewiele dni później księżniczka Helena wręczyła jej srebrną odznakę Royal British Nurses' Association, założonego w 1887 zrzeszenia brytyjskich pielęgniarek. W listopadzie 1892 Królewskie Towarzystwo Geograficzne (R.G.S.) w Londynie wpisało jej nazwisko w poczet członków, tym samym znalazła się wśród pierwszych kobiet z tytułem F.R.G.S. Miesiące od października 1892 do lutego 1893 przyniosły jej zatem w Wielkiej Brytanii wiele splendoru i uznania, choć w Nowej Zelandii pojawiało się coraz więcej głosów dezawuujących jej działalność i motywy (por. rozdział Kontrowersje poniżej).
Innego rodzaju konsekwencją syberyjskiej wyprawy była trwała utrata zdrowia. Po powrocie, jako kobieta nawet nie 40-letnia, planowała ponowną wyprawę do syberyjskich trędowatych, tym razem na Kamczatkę, ale słaba kondycja fizyczna nigdy jej na to nie pozwoliła.
Pierwsze wydanie jej relacji z syberyjskiej ekspedycji, On Sledge and Horseback to Outcast Siberian Lepers, opublikowano bez podania roku wydania, przypuszczalnie w 1893. Wcześniej w Moskwie ukazała się krótsza wersja tej relacji (Travels of Miss Marsden), rozprowadzana w celu zebrania datków na syberyjski projekt. Dla uwierzytelnienia podawanych informacji autorka dodała do książki, obok fotografii i innych ilustracji, ok. 50 stron prezentujących kopie oficjalnych listów, zaświadczeń, sprawozdań i innych dokumentów, jakkolwiek recenzent nowozelandzki wytknął jej brak rozliczenia finansowego wyprawy. Ze strony recenzenta R.G.S. książka spotkała się z pochlebną oceną. Natomiast recenzja w amerykańskim miesięczniku „The Nation” ostro skrytykowała nie tylko sam tekst za niespójność treści i marny styl, przesadę, a nawet rozmijanie się z prawdą, ale i zakwestionowała zasadność całej ekspedycji i dwulicowość samej Kate Marsden. Autorka recenzji, amerykańska rysycystka i tłumaczka Isabel Florence Hapgood, powoływała się na negatywne opinie na temat „Miss Marsden” publikowane w Nowej Zelandii i na te dostarczone jej przez rosyjskiego oficjalnego towarzysza wyprawy Marsden(por. rozdział Kontrowersje poniżej). Już w 1894 ukazało się niemieckie tłumaczenie pod tytułem Reise zu den Aussätzigen in Sibirien (Leipzig: Friedrich, 1894), jedyna obcojęzyczna wersja jej książki. On Sledge and Horseback było wielokrotnie wznawiane jeszcze za życia autorki i pozostaje stałą pozycją antologii utworów literatury podróżniczej, których autorkami są kobiety (por. rozdział Inne opracowania poniżej).

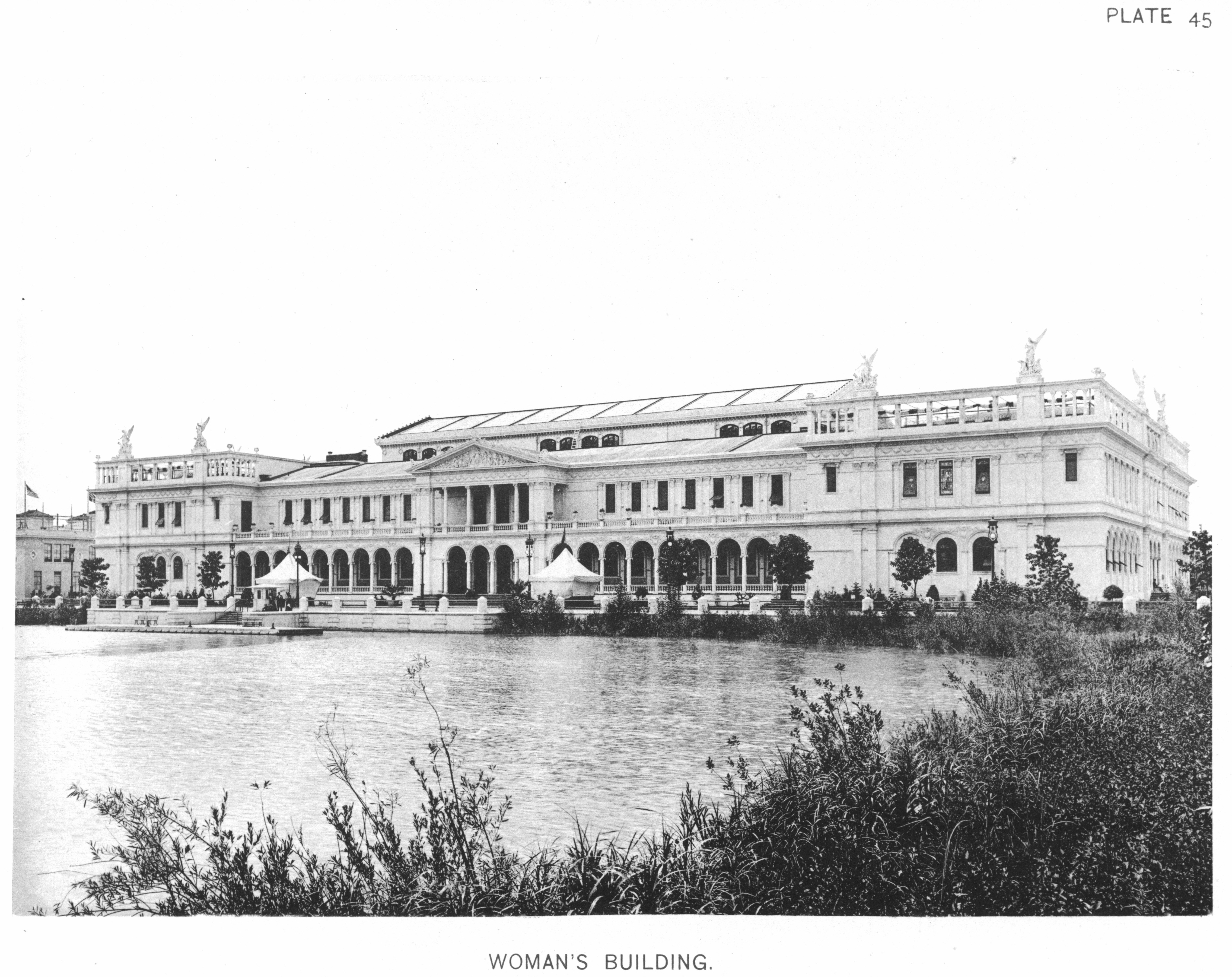
Woman'S Building na wystawie światowej w Chicago w 1893

W czasie gdy ukazała się recenzja Isabeli Hapgood, Kate Marsden i Ada Field były już w Ameryce, aby wziąć udział w tygodniowym kongresie kobiet, który miał miejsce w maju 1893 przy okazji wystawy światowej w Chicago. W salach reprezentacyjnego Woman'S Building wygłosiła prelekcję na temat położenia trędowatych w Rosji i swojej podróży przez Syberię oraz pokazała makiety planowanych przez nią leprozorii. Tekst prelekcji znalazł się wśród referatów konferencyjnych opublikowanych po wystawie w tomie pt. The Congress of Women held in the Woman's Building, World's Columbian Exhibition. Jednak wobec niechęci i podejrzliwości, narastających po dotarciu do Stanów Zjednoczonych wieści o krytycznych publikacjach na jej temat w Nowej Zelandii, odwołała zaplanowany objazd miast amerykańskich z serią wykładów i opuściła Amerykę.
W 1893 ukazała się w Nowym Jorku, a w 1895 w Londynie, biografia The Life of Kate Marsden, której autor, Henry Johnson, był oddanym przyjacielem Kate Marsden. Książka powstała prawdopodobnie z jej inspiracji i ona sama była źródłem podanych w niej informacji, stąd też ton tej biografii jest raczej apologetyczny.
Niemniej jednak utworzona wcześniej fundacja o nazwie Kate Marsden Leper Fund, zarządzana przez komisję w Londynie, zdołała do końca czerwca 1893 zgromadzić ok. £2400. Z tych datków zdobytych w Rosji, Anglii a nawet w USA, oraz przychodów z własnych publikacji i prelekcji, rozpoczęto w 1897 budowę we wsi Sosnowka w ułusie wilujskim szpitala dla chorych na trąd. Składał się z sześciu budynków i w 1902 otaczał opieką największą w swych dziejach liczbę pacjentów – 76. W następnych dekadach coraz mniej osób zapadało na trąd, tak że szpital zmienił swoje przeznaczenie – od 1917 najpierw jako zakład psychiatryczny, potem jako dom opieki – aż został zamknięty w latach 70. XX w. W Sosnowce jest niewielkie muzeum ze stałą ekspozycją i kilka miejsc upamiętniających działalność Kate Marsden.

### Kontrowersje i utrata reputacji
Jej karierze zawodowej jako pielęgniarka i sukcesowi misji w Jakucji towarzyszyły od czasu powrotu z Nowej Zelandii głosy dyskredytujące jej osobę i osiągnięcia, kulminujące w oszczerczej kampanii prowadzonej od Nowej Zelandii po Stany Zjednoczone, która w końcu zrujnowała jej reputację, a ją samą skazała na zapomnienie. Podczas wielomiesięcznej podróży przez Rosję docierały do niej pogłoski insynuujące, jakoby ukrytym jej celem była działalność szpiegowska, ale te ucichły bez echa. Wśród szerzonych pogłosek były i te podważające jej zdrowie psychiczne, naruszone jakoby fanatyczną religijnością. Brzemienna w skutkach była jednak dopiero seria oskarżeń o oszustwa, w tym finansowe, podstępność i niemoralność, zapoczątkowana oświadczeniami Ellen Hewett, towarzyszki Kate Marsden na rejsie powrotnym z Nowej Zelandii do Anglii, a następnie podczas podróży do Paryża. Adresatką oskarżycielskich listów Hewett była m.in. Isabel Hapgood, która co prawda nie znała Kate Marsden osobiście, ale z czasem zgromadziła tak wiele materiałów – także od innych osób z Nowej Zelandii i Rosji – zadających kłam twierdzeniom i deklarowanym intencjom Angielki, że uznała za ważne ich upublicznienie. W sumie wiele osób, kierujących się różnymi pobudkami, współpracowało z prasą i mniej lub bardziej otwarcie z instytucjami na trzech kontynentach w wysiłku zmierzającym do pozbawienia Kate Marsden dobrego imienia, co im się powiodło. 
Wobec rozległości zarzutów i ich rozprzestrzenieniu się w Anglii, Nowej Zelandii i Stanach Zjednoczonych, w grudniu 1893 powołano w Petersburgu komisję do zbadania przedstawianych zarzutów, w której składzie był m.in. Alexander Francis, pastor kościoła brytyjsko-amerykańskiego w Petersburgu. Wstępnie komisja uwolniła ją od oskarżeń o sprzeniewierzenie środków finansowych, a Francis nie ujawnił, że Marsden potwierdziła twierdzenia o swojej lesbijskiej orientacji seksualnej. Powiadomiona jednak o tym jesienią 1894 caryca Maria Romanowa zakazała jej pobytu w Rosji. Opublikowany w „The Times” w sierpniu 1894 list Francisa przedstawiał negatywną ocenę działań Kate Marsden, opartą na dalszych zeznaniach świadków. Ten tekst nie oddawał co prawda stanowiska całej petersburskiej komisji, walnie jednak zaszkodził reputacji Marsden w Wielkiej Brytanii. Równolegle biegły (otwarte wkrótce po jej powrocie z Rosji) dochodzenia na jej temat prowadzone przez londyńskie Charity Organisation Society. Ich rezultatem było przyzwolenie na dalszą działalność Marsden, z zastrzeżeniem jednak o konieczności kontrolowania strony finansowej jej poczynań przez niezależny organ; ponadto sprawozdanie C.O.S. z lipca 1893 dość krytycznie odniosło się do całego syberyjskiego przedsięwzięcia. Jak sugeruje Hilary Chapman w pracy analizującej nowozelandzkie komunikaty prasowe na temat Kate Marsden, doniesienia z Nowej Zelandii miały zasadniczy wpływ na powstanie ruchu podważającego dobre imię Kate Marsden nie w Wielkiej Brytanii, ale właśnie w Stanach Zjednoczonych, a jego najaktywniejszą reprezentantką była Isabel Hapgood. Kate Marsden, mimo wcześniejszych deklaracji, nie wstąpiła na drogę sądową, aby bronić swego dobrego imienia, prawdopodobnie ze względu na słabnące zdrowie (pod koniec 1894 poruszała się o kulach), a przede wszystkim – jak sama utrzymywała – z braku środków finansowych. Niewykluczone też, że obawiała się przesłuchań i konfrontacji z zeznaniami świadków. Niezachwianie pozytywna miała pozostawać opinia królowej Wiktorii o Kate Marsden. 
Jak podkreśla Elisabeth Baigent w publikacji Geographers (2008, s. 63-92), rozległość i argumenty nowozelandzko-amerykańskiej kampanii dyskredytującej osobę Kate Marsden i jej działalność pojawiły się jako przedmiot opracowań naukowych dopiero od połowy lat 90. XX wieku. Jednym z impulsów były badania tekstów źródłowych, także rosyjskich, zapoczątkowane przez dziennikarza Williama Millinshipa. Stąd też wcześniejsze biografie Kate Marsden dają raczej gloryfikujący obraz jej życia, ale już brytyjska jej biografka, Dorothy Middleton, w autorytatywnym artykule w Oxford Dictionary of National Biography (Middleton, 2004) uzupełniła portret przedstawiony we wcześniejszym opracowaniu (Middleton, 1982) o nowo ujawnione informacje.

### Ostatnie dekady

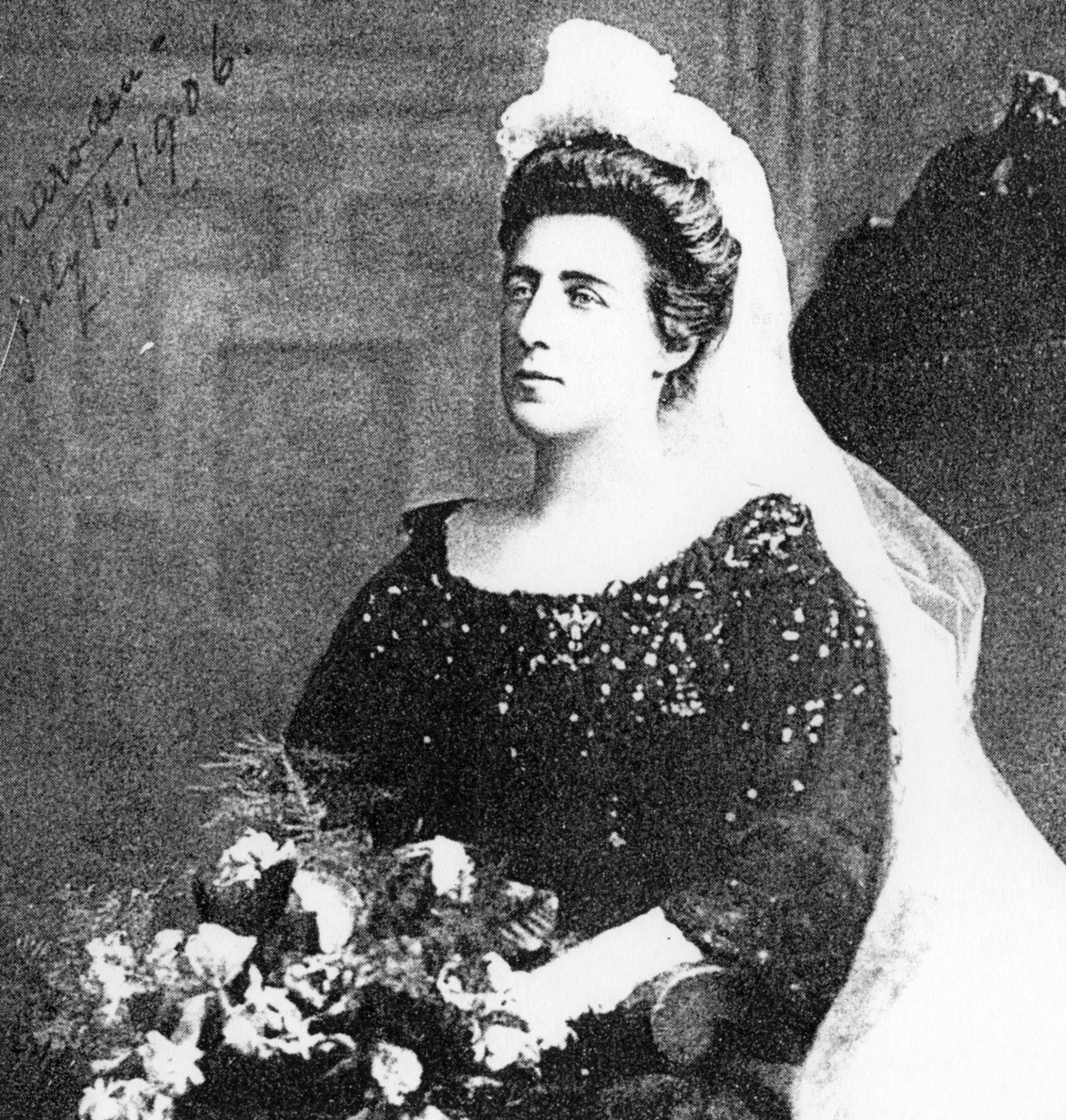
W stroju, w którym w 1906 była przedstawiona u dworu Edwarda VII

Niewyjaśniona pozostaje kwestia religijności Kate Marsden: głębokiej wiary gorąco deklarowanej w jej tekstach z jednej strony i niespójnych deklaracji osób z jej otoczenia z drugiej, oraz jej własnych sprzecznych ze sobą deklaracji co do wyznawanej konfesji. W trakcie pobytu w Nowej Zelandii miała utrzymywać kontakt zarówno z Kościołem anglikańskim, jak i katolickim. Według informacji na portalu internetowym Catholic Herald Kate Marsden przeszła w 1895 na katolicyzm i przyczyniła się do założenia organizacji charytatywnej na rzecz chorych na trąd Saint Francis Leper Guild. Pod nieznacznie zmienioną nazwą istnieje ona nadal i regularnie upamiętnia rocznice związane ze swoją założycielką. Kate Marsden została oblatką w anglikańskim zgromadzeniu Society of Saint Francis (ze skrótem po nazwisku O.S.F.). W obawie, że zła sława wiązana z jej nazwiskiem mogłaby szkodzić działalności Leprosy Guild wycofała w maju 1896 swoje w niej członkostwo, ale rok później została ponownie włączona do jej grona. W 1898, lub tuż wcześniej, zamieszkała jako przedstawicielka Leprosy Guild w Filadelfii i działała w jej imieniu, m.in. odwiedzając ośrodek dla trędowatych w Honolulu. W tamtym okresie jej sytuacja materialna stale się pogarszała. Pod koniec 1899 zwolniono ją z obowiązków w Leprosy Guild oficjalnie podając jako powód ochronę jej nadwyrężonego zdrowia i zasobów finansowych. Ona sama nigdzie nie wspominała o swoim zaangażowaniu w obrębie Kościoła katolickiego, z czego Elisabeth Baigent wnioskuje, że ukrywanie okresu katolickiego było z wielu względów korzystne w protestanckiej Anglii, i stwierdza ponadto, że religijność Marsden bliższa była zmieniającym się sferom zapału niż głębokim przekonaniom.

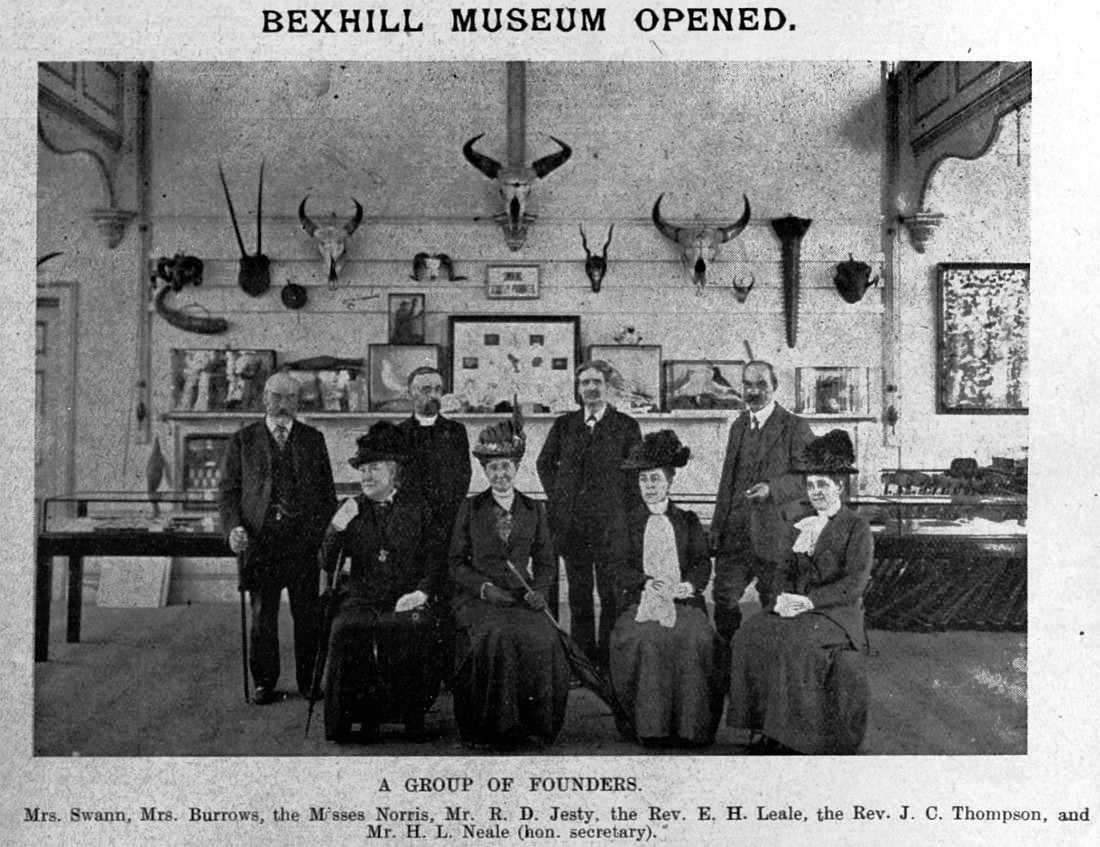
Na otwarciu muzeum w Bexhill obecne były m.in. siostry Norris

Na stałe powróciła do Wielkiej Brytanii w 1902 lub 1903 i zamieszkiwała pod opieką dwóch sióstr Norris, niezamężnych córek pastora, pod różnymi adresami. W 1906 przedstawiono ją u dworu następcy Wiktorii króla Edwarda VII. Na dłużej osiedliła się ok. 1912 w Bexhill-on-Sea, zdolna do życia na w miarę godziwym poziomie tylko dzięki opiece i hojności sióstr Norris. Także i w ich przypadku krążyły doniesienia o nie do końca uczciwej postawie Kate Marsden, także w kwestiach finansowych. W Bexhill-on-Sea była pośród inicjatorów utworzenia tam miejscowego muzeum: organizowała kampanię społeczną i prasową, zbierała środki i przyszłe obiekty wystawowe, sama ofiarowała do jego zbiorów kolekcję tropikalnych muszli. W 1913 burmistrz Bexihill, powołując się na wcześniejsze zastrzeżenia dotyczące jej osoby, które – jako to sformułował w oficjalnym liście do niej – tak poważnie nadwyrężyły jej zdrowie, że czuł się zmuszony poprosić Kate Marsden o wycofanie się z prac przy powstającym muzeum. Muzeum, oficjalnie otwarte w maju 1914, działa do dziś, znacznie rozbudowane i wzbogacone o nowe zbiory. 

Królewskie Towarzystwo Geograficzne w 1916 przyznało jej honorowe (tj. niewymagające opłacania składki członkowskiej) niewygasające członkostwo Life Fellow of the Royal Geographical Society, rzadko zresztą przyznawane. 

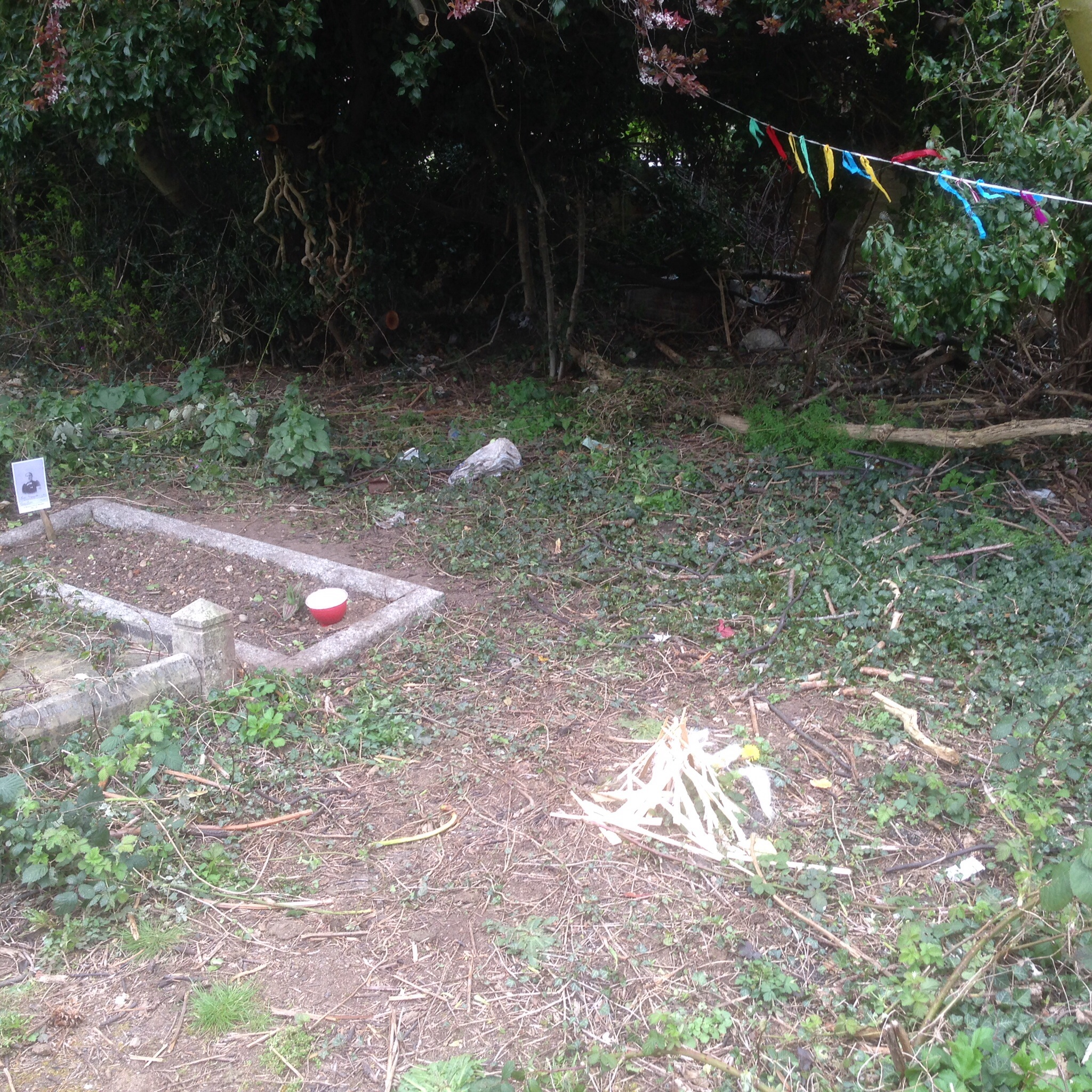
Grób na cmentarzu w Hillingdon, stan w marcu 2014

W 1921 wydawnictwo Stanford opublikowało broszurę (54 strony) jej autorstwa pod tytułem My Mission to Siberia: A Vindication, która w zamierzeniu autorki miała rozprawić się z zarzutami wysuniętymi przeciwko niej przed trzema dekadami. W treści nie odbiegała ona od wcześniejszej relacji z wyprawy syberyjskiej, większy nacisk kładąc tym razem na poczynania eksploracyjne autorki. Dołączyła też za zgodą R.G.S. pochlebną recenzję swej książki opublikowaną w Geographical Journal (kwiecień 1893), Towarzystwo Geograficzne odmówiło jej jednak innego wsparcia. 
W ostatnim okresie życia, naznaczonym pogarszającym się zdrowiem i demencją, mieszkała w okolicach Londynu: w 1924 w Marlow, od 1928 w Hillingdon. Zmarła 26 marca 1931 w szpitalu Springfield House w Wandsworth. Pochowano ją 31 marca na cmentarzu w Hillingdon w nieoznaczonym nazwiskiem grobie. Jej ostatnie opiekunki ofiarowały Towarzystwu Geograficznemu kilka pamiątek po niej – broszkę od królowej Wiktorii, zegarek, podpisaną przez nią fotografię z 1906 – obecnie wystawionych w muzeum R.G.S. We wrześniu 2019 na cmentarzu Hillingdon miało miejsce uroczyste poświęcenie przez biskupa prawosławnego soboru Zaśnięcia Bogurodzicy w Londynie pomnika upamiętniającego Kate Marsden przy miejscu oznaczonym obecnie jako jej grób.
Ponowne powszechne zainteresowanie w Wielkiej Brytanii jej osobą i życiem obudziło opublikowanie w 1986 nowe wydanie jej książki w serii Century Travellers. Od kilku dekad jest przedmiotem profesjonalnego zainteresowania historyków medycyny, geografii, podróży i piśmiennictwa podróżniczego.

## Inne opracowania
- Postać Kate Marsden, jej życie i działalność, są przedmiotem artykułów m.in. w następujących utworach literatury nienaukowej:
- Barbara Hodgson: No place for a lady : tales of adventurous women travelers. Berkeley, Calif.: Ten Speed Press, 2002. ISBN 1-58008-441-9.
- Wolf Kielich: Podróżniczki. W gorsecie i krynolinie przez dzikie ostępy. Małgorzata Diederen-Woźniak (tłum.). Wyd. 2. Warszawa: Grupa Wydawnicza Foksal, 2013. ISBN 978-83-7747-901-8.
- Margo McLoone: Women explorers in polar regions : Louise Arner Boyd, Agnes Deans Cameron, Kate Marsden, Ida Pfeiffer, Helen Thayer. Mankato, Minn.: Capstone Press, 1997. ISBN 978-1-56065-508-4.